# 14. poprawka do Konstytucji Stanów Zjednoczonych

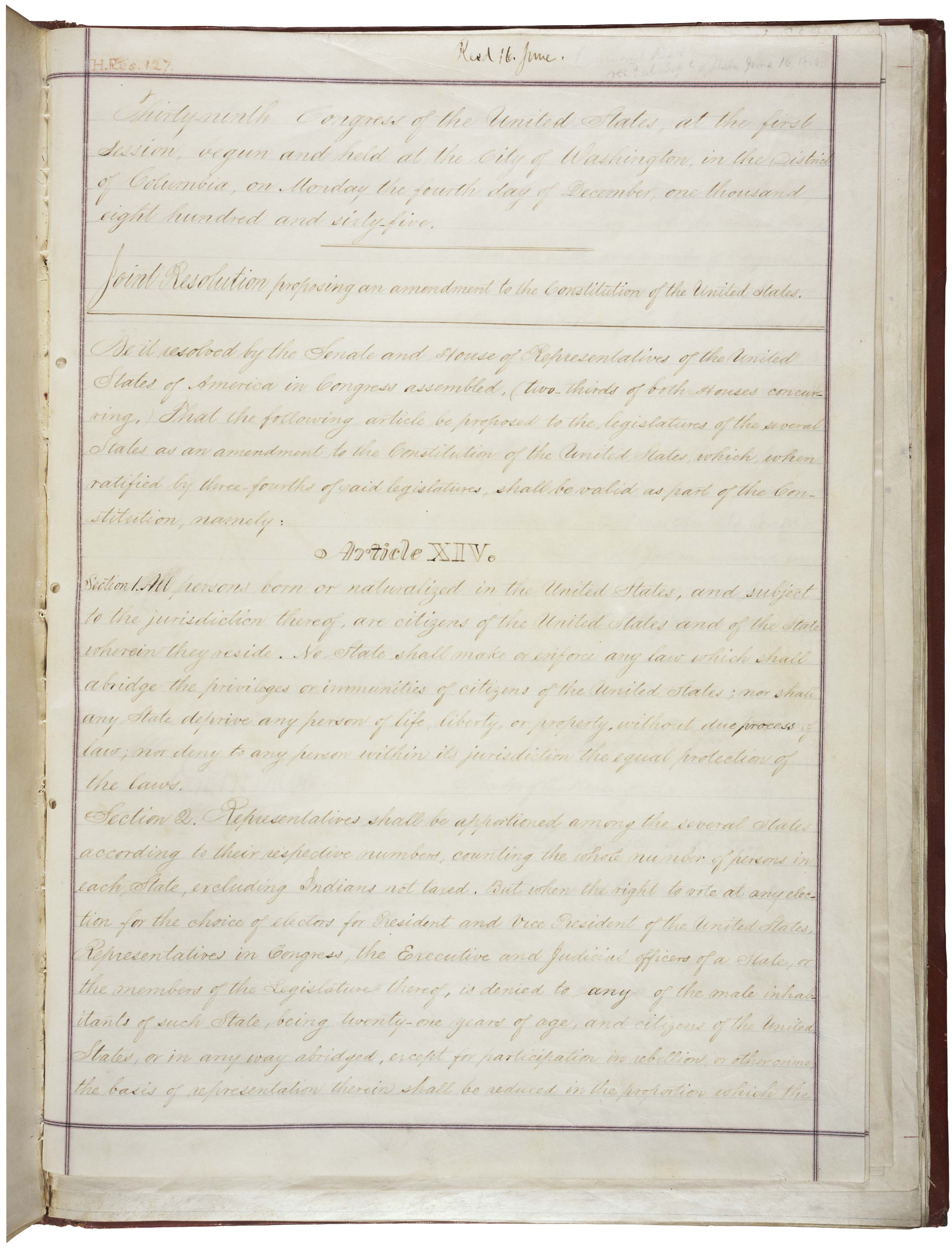
Treść 14 poprawki do Konstytucji

14. poprawka do Konstytucji Stanów Zjednoczonych wprowadzała prawa gwarantowane i korzyści jakie wynikają z obywatelstwa. Poprawka weszła w życie 9 lipca 1868 roku.

## Treść
Poprawka stanowi że:

Section 1. All persons born or naturalized in the United States, and subject to the jurisdiction thereof, are citizens of the United States and of the State wherein they reside. No State shall make or enforce any law which shall abridge the privileges or immunities of citizens of the United States; nor shall any State deprive any person of life, liberty, or property, without due process of law; nor deny to any person within its jurisdiction the equal protection of the laws.
Section 2. Representatives shall be apportioned among the several States according to their respective numbers, counting the whole number of persons in each State, excluding Indians not taxed. But when the right to vote at any election for the choice of electors for President and Vice President of the United States, Representatives in Congress, the Executive and Judicial officers of a State, or the members of the Legislature thereof, is denied to any of the male inhabitants of such State, being twenty-one years of age, and citizens of the United States, or in any way abridged, except for participation in rebellion, or other crime, the basis of representation therein shall be reduced in the proportion which the number of such male citizens shall bear to the whole number of male citizens twenty-one years of age in such State.
Section 3. No person shall be a Senator or Representative in Congress, or elector of President and Vice President, or hold any office, civil or military, under the United States, or under any State, who, having previously taken an oath, as a member of Congress, or as an officer of the United States, or as a member of any State legislature, or as an executive or judicial officer of any State, to support the Constitution of the United States, shall have engaged in insurrection or rebellion against the same, or given aid or comfort to the enemies thereof. But Congress may, by a vote of two-thirds of each House, remove such disability.
Section 4. The validity of the public debt of the United States, authorized by law, including debts incurred for payment of pensions and bounties for services in suppressing insurrection or rebellion, shall not be questioned. But neither the United States nor any State shall assume or pay any debt or obligation incurred in aid of insurrection or rebellion against the United States, or any claim for the loss or emancipation of any slave; but all such debts, obligations and claims shall be held illegal and void.
Section 5. The Congress shall have power to enforce, by appropriate legislation, the provisions of this article.

co tłumaczy się jako:

§1. Każdy, kto urodził się lub naturalizował w Stanach Zjednoczonych i podlega ich zwierzchnictwu, jest obywatelem Stanów Zjednoczonych i tego stanu, w którym zamieszkuje. Żaden stan nie może wydawać ani stosować ustaw, które by ograniczały prawa i wolności obywateli Stanów Zjednoczonych. Nie może też żaden stan pozbawić kogoś życia, wolności lub mienia bez prawidłowego wymiaru sprawiedliwości ani odmówić komukolwiek na swoim obszarze równej ochrony prawa.
§2. Liczba mandatów do Izby Reprezentantów zostaje rozdzielona między poszczególne stany odpowiednio do liczby mieszkańców, przy uwzględnieniu wszystkich mieszkańców stanu, z wyjątkiem nieopodatkowanych Indian. Jednak zmniejszeniu ulega podstawa ustalenia reprezentacji tych stanów, w których przy wyborze elektorów dla wyboru prezydenta lub wiceprezydenta albo przy wyborach reprezentantów do Kongresu albo stanowych urzędników władzy wykonawczej lub sądowniczej, albo członków ciała ustawodawczego jakakolwiek część męskiej ludności stanu, pomimo ukończenia dwudziestu jeden lat i posiadania obywatelstwa Stanów Zjednoczonych, pozbawiona jest praw wyborczych albo w jakiejkolwiek mierze ograniczona w tych prawach z innych względów, niż udział w buncie lub popełnienie innego przestępstwa; zmniejszenie reprezentacji następuje w takim stosunku, w jakim liczba upośledzonych obywateli płci męskiej pozostaje do ogólnej liczby męskich obywateli tego stanu, mających ukończone dwadzieścia jeden lat.
§3. Nie może zostać senatorem ani reprezentantem w Kongresie albo elektorem prezydenta i wiceprezydenta ani też sprawować w służbie Stanów Zjednoczonych lub poszczególnego stanu jakiegokolwiek urzędu cywilnego lub wojskowego kto poprzednio jako członek Kongresu lub funkcjonariusz Stanów Zjednoczonych albo któregokolwiek stanu złożył przysięgę na konstytucję Stanów Zjednoczonych, a następnie wziął udział w powstaniu lub buncie przeciwko niej albo udzielał jej wrogom pomocy lub poparcia. Jednak niezdolność ta może być zniesiona przez Kongres większością dwu trzecich głosów.
§4. Nie będzie podawana w wątpliwość ważność zadłużenia Stanów Zjednoczonych, powstałego zgodnie z prawem, nie wyłączając długów zaciągniętych dla opłacenia uposażeń i nagród za zasługi przy tłumieniu powstania i buntu. Natomiast Stany Zjednoczone ani żaden ze stanów nie może przejąć ani spłacać jakiegokolwiek długu lub zobowiązania, zaciągniętego dla poparcia powstania lub buntu przeciwko Stanom Zjednoczonym, ani też jakiegokolwiek roszczenia z tytułu utraty lub oswobodzenia niewolnika, a wszelkie tego rodzaju długi, zobowiązania i roszczenia uznaje się za sprzeczne z prawem i nieważne.
§5. Kongres ma prawo zabezpieczyć wykonanie przepisów niniejszego artykułu przez odpowiednie ustawodawstwo.

Prawa wyborcze ustanowione w drugim dziale 14. poprawki zostały zmienione gdy w 1920 roku w życie weszła 19. poprawka do Konstytucji Stanów Zjednoczonych przyznająca prawa wyborcze kobietom (dotąd zależało to od praw obowiązujących w danym stanie) oraz w 1971 roku gdy w życie weszła 26. poprawka do Konstytucji Stanów Zjednoczonych obniżająca wiek wyborczy z ukończonych 21 do 18 lat.